# Friastelas

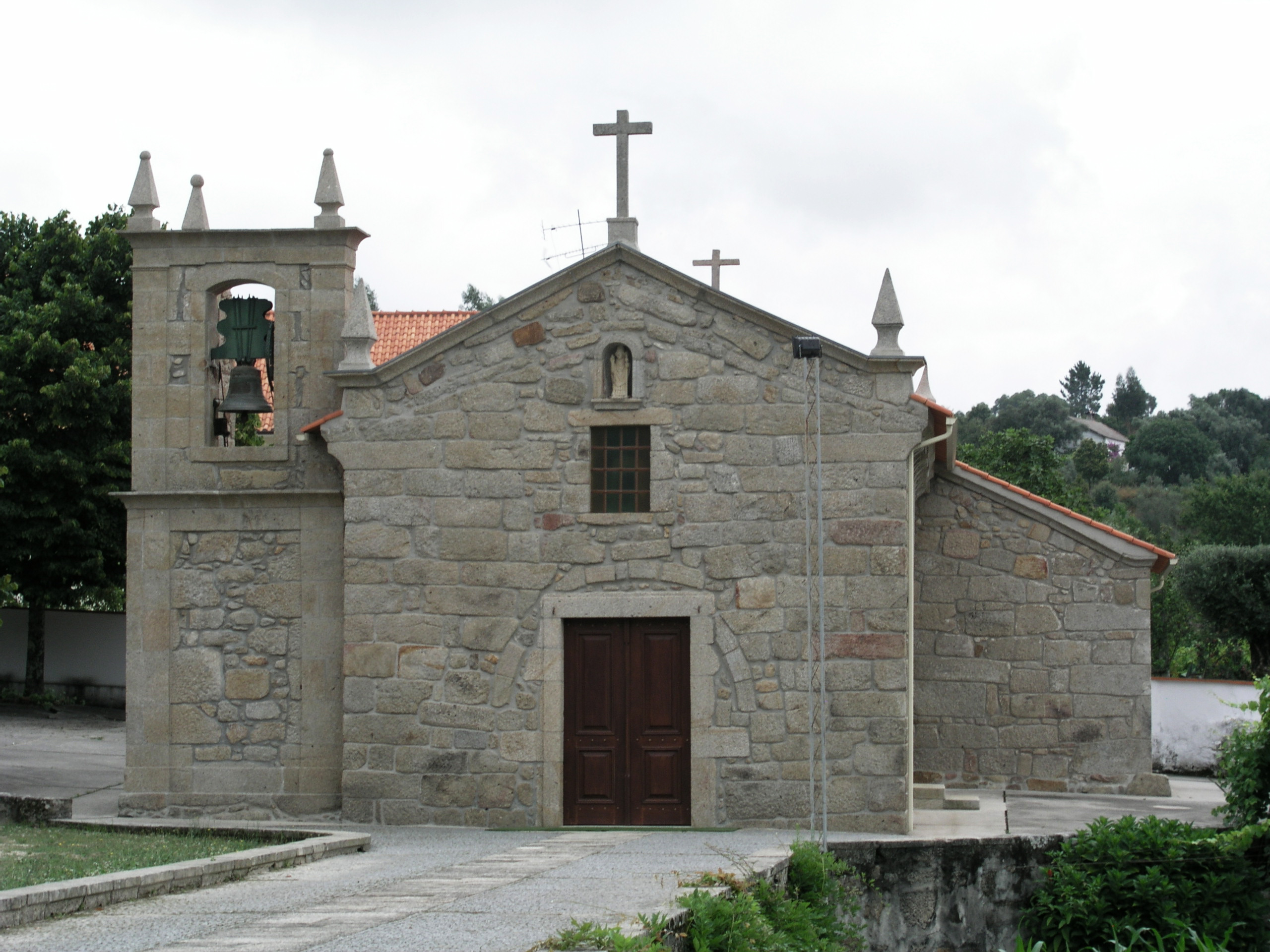
Igreja de São Martinho

Friastelas är en portugisisk freguesia i Ponte de Lima, med en yta av 4,20 km² och 515 invånare (2001). Folktäthet: 122,6 inv/km².

## Nationellt kulturarv (Património)
- Igreja de São Martinho de Friastelas Romanska kyrkan i Friastelas